# Гай Юлій Авіт Алексіан
Гай Юлій Авіт Алексіан (Gaius Julius Avitus Alexianus, прибл. 155 — 217) — державний та військовий діяч Римської імперії.

## Життєпис
Походив з впливової родини з м. Емеса (сучасний Хомс, Сирія). Службу розпочав у римські кінноті. Дослужився тут до префекта та військового трибуна. Згодом був призначений прокуратором із забезпечення Риму харчами. Одружився з Юлією Мезою, сестрою Юлії Домни, дружини майбутнього імператора Луція Септимія Севера.
Завдяки родинним зв'язкам у 194 році за володарювання імператора Септимія Севера увійшов до сенату. Того ж року отримав посаду претора. Наступного року очолив IV Флавіїв Щасливий легіон. З 196 до 197 року як прокоснул керував провінцією Реція.
У 198 та 200 роках стає консулом-суфектом. Після цього змушений був відійти від справ внаслідок інтриг Гая Фульвія Плавтіана. Після загибелі останнього у 205 році, Юлій Авіт повернувся до імператорського двору. З 208 до 211 року обіймав посаду коміта імператора (на кшталт начальника штабу), під час військової кампанії у Британії.
З 211 до 213 року (за правління імператора Каракалли) був praefectus alimentorum (відповідав за фонд допомоги потребуючим дітям). У 213–214 роках керував Далмацією як імператорський легат-пропретор, у 215 році був проконсулом у провінції Азія, а незабаром — у провінції Месопотамія. У 216–217 роках служив комітом імператора Каракалли під час військового походу проти Сасанідів. У 217 році був призначений радником прокоснула Кіпру. Тут незабаром й помер.

## Родина
Дружина — Юлія Меза
Діти:
- Юлія Соемія
- Юлія Мамея